# 音宮つばさ
音宮 つばさ（おとみや つばさ、本名：越知 つばさ（おち つばさ）、1978年6月20日 - ）は、日本の女性声優。現在はMaya Mekira名義でペイントアーティストとして活動中。声優ユニット「らいむ隊」、「外道乙女隊」のメンバーの1人でもあった。

## 概要
元ヴァーサタイルエンタテインメント所属で、2006年まで声優として活動。そのあとは美術家に転身し、主に海外で活動中。
2020年、声優事務所ミントボイス所属となり声優業界に復帰。

## 人物
- トレーディングカードゲーム『アクエリアンエイジ』では、イラストを描いたこともある。
- 『らいむいろ戦奇譚』での共演をきっかけに、相本結香、あおきさやか、笹島かほる、TSUBASAの4人で脱力系お笑いカルテット「T-KY'S」（ティーキーズ）を結成し、2008年から2010年8月まで、イベントやライヴ活動、インターネットラジオ『ラジオdeT-KY'S!!』の配信などで活動していた。
- 『らいむいろ雀奇譚』内のデフォルメキャラクター系統のイラストは、音宮自身の担当である。
- イラストレーターやモデルとしての活動歴もあり、モデルの際にはTSUBASA名義で活動していた。
- 2011年に同じくアーティストの嵯峨成水（SEISUI SAGA）[2]と結婚して声優業は引退、一児の母となった。

## 出演
太字はメインキャラクター。

### テレビアニメ
1998年
- スーパードール★リカちゃん（1998年 -1999年、高林二三子、オーナー、女の子、アシスタントA、お針子さんA）

1999年
- 火魅子伝（姫島日魅子）

2001年
- くるくるアミー（オカメさん）

2002年
- HAPPY★LESSON THE TV（女子生徒）

2003年
- らいむいろ戦奇譚（本多更紗）

2004年
- ビューティフル ジョー（ココ）

2005年
- こいこい7（東和野ミヤ）
- それゆけ!外道乙女隊（北華翼）

### OVA
- らいむいろ戦奇譚 南国夢浪漫（2004年、本多更紗）

### ゲーム
- 火魅子伝〜恋解〜（1999年、姫島日魅子）
- らいむいろ戦奇譚☆純（2004年、本多更紗）

### ドラマCD
- 火魅子伝〜恋解〜 オリジナル・ドラマCD 耶麻台歳時記（1999年、姫島日魅子）
- らいむいろ戦奇譚 ドラマCD（2003年、本多更紗）
- らいむいろ戦奇譚 ドラマCD SP（2003年、本多更紗）
- あかほり外道アワー「らぶげ」オリジナルCDドラマ その1、2（2005年、北華翼）

### ラジオ
- ラジオdeT-KY'S!!

### ラジオCD
- らいむいろ戦奇譚 トークCD SP1、2（2003年）

### その他
- 【HP用日本語ボイスサンプル】emperiasound社「AUDIO SAMPLES Dialogue & Voice Over」（2020年）

## ディスコグラフィ

### キャラクターソング
| 発売日         | 商品名                                                                 | 歌                                                                       | 楽曲                            | 備考                                                         |
| 1999年         | 1999年                                                                 | 1999年                                                                   | 1999年                          | 1999年                                                       |
| -------------- | ---------------------------------------------------------------------- | ------------------------------------------------------------------------ | ------------------------------- | ------------------------------------------------------------ |
| 2月21日        | 炎の女王                                                               | 水谷優子、田中敦子、平松晶子、氷上恭子、高田由美、小桜エツ子、音宮つばさ | 「炎の女王」                    | ゲーム『火魅子伝〜恋解〜』オープニングテーマ                 |
| 2月21日        | 炎の女王                                                               | 水谷優子、田中敦子、平松晶子、氷上恭子、高田由美、小桜エツ子、音宮つばさ | 「忘れないで」                  | ゲーム『火魅子伝〜恋解〜』エンディングテーマ                 |
| 1999年04月21日 | 火魅子伝〜恋解〜 CHARACTER SONG COLLECTION                             | 水谷優子、田中敦子、平松晶子、氷上恭子、高田由美、小桜エツ子、音宮つばさ | 「忘れないで（Re-mastering）」  | ゲーム『火魅子伝〜恋解〜』関連曲                             |
| 2002年         |                                                                        |                                                                          |                                 |                                                              |
| 12月25日       | 凛花                                                                   | らいむ隊                                                                 | 「凛花」                        | PCゲーム・テレビアニメ『らいむいろ戦奇譚』オープニングテーマ |
| 12月25日       | 凛花                                                                   | らいむ隊                                                                 | 「ETERNAL」                     | PCゲーム『らいむいろ戦奇譚』エンディングテーマ               |
| 2003年         |                                                                        |                                                                          |                                 |                                                              |
| 1月22日        | らいむいろ戦奇譚 ヴォーカル集『凛花』                                  | 真田木綿（清水愛）、黒田綸子（相本結香）、本多更紗（音宮つばさ）         | 「バラードのように」            | テレビアニメ『らいむいろ戦奇譚』関連曲                       |
| 1月22日        | らいむいろ戦奇譚 ヴォーカル集『凛花』                                  | 本多更紗（音宮つばさ）                                                   | 「リンリンリン」                | テレビアニメ『らいむいろ戦奇譚』関連曲                       |
| 5月28日        | らいむいろ戦奇譚 キャラクターアルバム「本多更紗（音宮つばさ）」        | 本多更紗（音宮つばさ）                                                   | 「夢色物語」                    | OVA『らいむいろ戦奇譚 南国夢浪漫』挿入歌                     |
| 5月28日        | らいむいろ戦奇譚 キャラクターアルバム「本多更紗（音宮つばさ）」        | 本多更紗（音宮つばさ）                                                   | 「うそつきなダーリン」 「願い」 | テレビアニメ『らいむいろ戦奇譚』関連曲                       |
| 2004年         |                                                                        |                                                                          |                                 |                                                              |
| 4月23日        | らいむいろ戦奇譚 南国夢浪漫 前編 初回限定版特典CD                      | らいむ隊                                                                 | 「学園天国」                    | OVA『らいむいろ戦奇譚 南国夢浪漫』エンディングテーマ         |
| 2005年         |                                                                        |                                                                          |                                 |                                                              |
| 9月28日        | あかほり外道アワーらぶげ オリジナルサウンドトラック+キャラクターソング | 北華翼（音宮つばさ）、北華可菜子（近藤佳奈子）、北華詩乃（廣田詩夢）     | 「修行が足りない」              | テレビアニメ『それゆけ!外道乙女隊』関連曲                    |

### 映像作品
- らいむいろ戦奇譚 スペシャルDVD 戦士の休息（2003年6月27日、2003年3月開催のイベントを収録）
- らいむいろ戦奇譚 イベントDVD〜Eternal〜（2004年7月23日）

### ユニットメンバー
1. 1 2  清水愛、音宮つばさ、笹島かほる、あおきさやか、相本結香